# Oľga Keltošová
Oľga Keltošová (ur. 27 lutego 1943 w Pezinoku) – słowacka polityk, dziennikarka i działaczka samorządowa, parlamentarzystka i minister w rządach Vladimíra Mečiara.

## Życiorys
Absolwentka dziennikarstwa na Uniwersytecie Komeńskiego w Bratysławie (1966). Pracowała jako dziennikarka studenckiego pisma „Echo bratislavských vysokoškolákov”. Po represjach politycznych w 1968 i ograniczeniach wolności prasy zajęła się tłumaczeniami, pisała także w czasopismach dla dzieci.
W 1989 dołączyła do Partii Demokratycznej. W 1990 uzyskała mandat posłanki do Słowackiej Rady Narodowej, który wykonywała do 1992, do 1991 pełniąc funkcję wiceprzewodniczącej. W 1992 została członkinią Ruchu na rzecz Demokratycznej Słowacji. W tym samym roku, a także w 1994 i 1998 była wybierana do Rady Narodowej. Od 1992 do 1994 zajmowała stanowisko ministra pracy i spraw społecznych w gabinecie Vladimíra Mečiara. Powróciła do rządu w grudniu tegoż roku, gdy Vladimír Mečiar ponownie objął funkcję premiera. Do marca 1998 wykonywała obowiązki ministra pracy, spraw społecznych i rodziny.
Odeszła z rządu, obejmując urząd ambasadora Słowacji przy Organizacji Narodów Zjednoczonych. Złożyła go jeszcze w tym samym roku, aby wystartować w wyborach parlamentarnych, po których w wewnątrzpartyjnej strukturze stanęła na czele tzw. skrzydła umiarkowanego. Zrezygnowała później z aktywności partyjnej, zajmowała się wykładaniem nauk politycznych na słowackich uczelniach.
W latach 2002–2010 działała w stołecznym samorządzie, pełniąc m.in. przez kilka lat funkcję burmistrza dzielnicy Lamač.